# 796年
| 千纪： | 1千纪                                                                                           |
| 世纪： | 7世纪 \| 8世纪 \| 9世纪                                                                         |
| 年代： | 760年代 \| 770年代 \| 780年代 \| 790年代 \| 800年代 \| 810年代 \| 820年代                       |
| 年份： | 791年 \| 792年 \| 793年 \| 794年 \| 795年 \| 796年 \| 797年 \| 798年 \| 799年 \| 800年 \| 801年 |
| 纪年： | 丙子年（鼠年）；唐貞元十二年；南诏上元十三年；日本延曆十五年；渤海国正曆二年                    |

## 大事记
- 查理曼之子丕平击败多瑙河平原上的阿瓦尔人，将其驱赶到匈牙利平原蒂萨河以东。法兰克军弗留利的埃里克部队找到了阿瓦尔人的财宝，装满15大车作为战利品献给查理曼。